# Bella Neri
Bella Neri (* 7. März 1942 in Embrach als Isabella Neri) ist eine Schweizer Schauspielerin.
Von 1959 bis 1961 absolvierte Bella Neri eine Schauspielausbildung am Bühnenstudio Zürich. Ab 1961 spielte sie gelegentlich am Schauspielhaus Zürich. In den 1960er Jahren begann die Arbeit als Filmschauspielerin und ihre Zusammenarbeit mit der Zürcher Märchenbühne, die bis heute andauert (Stand 2023). Ab 1967 war sie auf Tournee mit Voli Geiler und Walter Morath. Es folgten Tourneen mit Ruedi Walter, Margrit Rainer, Inigo Gallo, Stephanie Glaser und Peter W. Staub. 1972 hatte sie einen schweren Autounfall. Erst ab Ende 1973 folgten wieder einzelne Auftritte als freischaffende Schauspielerin, häufig in Märchenaufführungen und Komödien. Von 1976 bis 1993 hatte sie verschiedene Engagements am Theater für den Kanton Zürich. Allgemein bekannt wurde sie in der Schweiz als Sprecherin bei verschiedenen Kinderhörspielproduktionen. Am bekanntesten ist sie als Globine.
In den achtziger Jahren trat sie in verschiedenen Produktionen des Schweizer Fernsehens auf, unter anderem in der Telearena. Von 1977 bis 1988 moderierte sie die Werbesendung «Coop Mittwoch Studio».

## Filmografie
- 1961: Die Schatten werden länger
- 1962: Der 42. Himmel
- 1962: Es Dach überem Chopf
- 1963: Im Parterre links
- 1964: Geschichten aus dem Wienerwald (Fernsehfilm)
- 1966: Bonditis
- 1968: Unruhige Töchter
- 1968: Der Meteor (Fernsehfilm)
- 1982: Video-Liebe